# Fang-jen
A Fang-jen (Fangyan) (szó szerint: „Helyi beszéd”) a ma ismert legrégebbi kínai dialektológiai szótár, amelyet Jang Hsziung (Yang Xiong) (揚雄; i. e. 53 – i. sz. 18) állított össze a Nyugati Han-dinasztia idején.

## Tartalma
A Fang-jen (Fangyan)t szokás a legrégebbi, és a maga nemében legelső kínai dialektológiai szótárnak tekinteni, amely kijelentés azonban nem teljesen pontos. Igaz, hogy épp ennek a műnek a címéből kölcsönözve a „nyelvjárások”-at a ma kínai nyelvben fang-jen (fangyan)nek (方言) mondják, de akárcsak a mű összeállítása idején, ma sem feltétlenül a kínai nyelv nyelvjárásait értik alatta, hanem inkább önálló, a kínaival rokon nyelveket. A Fang-jen (Fangyan) tehát a Nyugati Han-dinasztia által birtokolt területeken (egykori fejedelemségeken) beszélt nyelvek, szavakra lebontott eltéréseit tartalmazza. Ezen nyelvek között azonban nem csupán a nyelvészeti értelembe vett dialektusok szerepelnek, hanem más, korabeli sino-tibeti nyelvek, vagy akár egyéb nyelvcsaládba tartozó nyelvek is.
A Jang Hsziung (Yang Xiong) (i. e. 53 – i. sz. 18), huszonhét év alatt, 13 fejezetben (csüan (juan) 卷) összeállított mű, mintegy 9000 írásjegy kiejtésének „dialektális” változatát ismerteti. A mű teljes címe: „A könnyű hintós követ: Más államok helyi nyelveinek időtlen magyarázata” (Ju-hszüan si-csö csüe-taj jü si pie-kuo fang-jen (Youxuan shizhe juedai yu shi bieguo fangyan) 輶軒使者絕代語釋別國方言).
Az alábbiakban a 8. fejezetben található 'tigris' jelentésű hu szó magyarázata olvasható szemléltető példaként:
 (虎, 陳魏宋楚之間或謂之李父, 江淮南楚之間謂之李耳, 或謂之於菟. 自關東西或謂之伯都.)
 „Tigris: Csen (Chen) Vej (Wei) és Szung (Song) tartományokban egyesek li-fu (lifu)nak mondják; a Jangce–Huaj (Huai)-folyó vidékén, valamint Csu (Chu) tartomány déli részén li-er (li'er)nek mondják, de vannak, akik jü-tu (yutu)nak. A Szorostól keletre és nyugatra pedig vannak, akik bo-tu (bodu)nak mondják.
A Fang-jen (Fangyan) a kínai nyelvtörténeti kutatások rendkívül hasznos és fontos forrása, amelynek segítségével lehetőség nyílik az 1. századi kínai nyelv részleges hangtani rekonstrukciójára. A kínai nyelv ezen korszakának változata pedig az ó- vagy archaikus kínai és a közép kínai nyelv közötti átmenet fontos állomása. A belga sinológus, Serruys (1912–1999) épp a fenti példa alapján rekonstruálta a 'tigris' szó korabeli kiejtésének *blxâg alakját.